# Chlortalidone
Le chlortalidone est un médicament diurétique de type thiazidique utilisé pour traiter l'hypertension artérielle et est commercialisé sous le nom d'Hygroton.

## Pharmacodynamique
La molécule a une demi-vie supérieure à celle de l'hydrochlorothiazide avec un volume de distribution plus important.

## Efficacité
Il est efficace tant sur les chiffres tensionnels mesurés de manière ponctuelle qu'au cours d'une MAPA.
Il a été testé en association avec plusieurs bêtabloquant, dont l'aténolol et le métoprolol, avec le losartan, avec une efficacité démontrée sur le niveau tensionnel.
La molécule a un effet diurétique supérieur à l'hydrochlorothiazide, avec une efficacité supérieure à ce dernier sur la baisse des chiffres tensionnels.
Cela entraîne une baisse du nombre d'accidents vasculaires cérébraux chez la personne âgée hypertendue. Toutefois ce bénéfice n'a pas été retrouvé par d'autres chercheurs, qui montrent une absence de supériorité de la chlortalidone par rapport à l'hydochlorothiazide quant au risque de survenue d'une maladie cardiovasculaire, avec un risque plus important, pour la première molécule, d'insuffisance rénale aiguë ou chronique, d'hypokaliémie ou d'hyponatrémie.

## Insuffisance rénale avancée
Le chlorthalidone a fait l'objet d'une étude dans le traitement de l'hypertension chez des personnes ne disposant plus que d'une fonction rénale résiduelle. La recommandation actuelle est de maintenir la pression artérielle sytolique à moins de 120 mm Hg. C'est un objectif difficile à tenir chez des patients atteints d'une insuffisance rénale très avancée. Jusqu'à présent on hésitait à utiliser cette classe d'antihypertenseur car elle entraîne une diminution de la clairance de la créatinine. le chlorthalidone permet d'atteindre l'objectif de pression artérielle avec une légère diminution de la clairance de la créatinine, mais cette diminution est réversible à l'arrêt du traitement.